# 双脊月华螺
双脊月华螺（学名：Haloa binotata）为阿地螺科月华螺属的动物。分布于日本、台湾岛等地，属于暖水性种类。其多生活于潮间带海藻间。